# 長吻象齒脂鯉
長吻象齒脂鯉（学名：Ichthyoelephas longirostris）為輻鰭魚綱脂鯉目脂鯉亞目鯪脂鯉科的其中一個種，其种加词“longirostris”意为“长吻的”。分布於南美洲哥倫比亞Cauca-Magdalena河流域，體長可達80公分，棲息在河川底中層水域，生活習性不明。